# Kedorlaomer
Kedorlaomer (hebr. ‏כְּדָרְלָעֹמֶר‎) – postać biblijna ukazana w 14 rozdziale Księgi Rodzaju, król Elamu (‏מֶלֶךְ עֵילָם‎), wódz koalicji 4 państw Bliskiego Wschodu przeciwko zbuntowanym miastom biblijnego Pentapolis. W zwycięskiej bitwie w dolinie Siddim miał wziąć do niewoli Lota, bratanka Abrama, jednak poniósł klęskę w okolicach Dan, zaatakowany z zaskoczenia przez Abrama. Nie występuje w źródłach pozabiblijnych.

## Wojna z Pentapolis

### Relacja biblijna
Rdz 14,1-11
Przyczyną wybuchu wojny był bunt państw-miast Pentepolis: Sodomy z królem Berą, Gomory z królem Birszą, Admy z królem Szinabem, Seboim z królem Szemeeberem i Soaru (Beli) o nieznanym władcy. Przez 12 lat miasta te były zależne od Kadorleomera. W rok po rozpoczęciu buntu Kedorlaomer zorganizował ekspedycję karną, w której skład wchodzili Amrafel z Szinearu, Arioka (Arioch) z Ellasaru i Tidal z Goim.
Wojska koalicji posuwały się z północy na południe pokonując Refaitów w Aszterot Karnaim, Zuzytów, Emitów i Chorytów. Następnie dotarły do En-Miszpat (prawdopodobnie Kadesz-Barnea), spustoszyły kraj Amalekitów i zadały klęskę Amorytom z Chasason-Tamar. Wreszcie dotarły do doliny Siddim, gdzie pokonały królów Sodomy i Gomory, których sojusznicy uciekli z pola walki.
Rdz 14,12-16
Do niewoli dostał się Lot, bratanek Abrama, mieszkaniec Sodomy. Gdy Abram dowiedział się o pojmaniu krewnego, zebrał swoje sługi i rozpoczął pościg. Podzielił swoje sługi na oddziały i w nocy uderzył z zaskoczenia na obóz wojsk Kedorlaomera nieopodal Dan, a następnie ścigał uciekające wojska aż do Choby na zachód od Damaszku. Jeńcy zostali uwolnieni, zdobyto również wielkie łupy.
Dalszych losów Kedorlaomera Biblia nie podaje.

### Analiza tekstu
Rdz 14,1-11
W obecnych badaniach biblijnych przeważa opinia, że fragment Rdz 14,1-11 stanowią jakiś starożytny dokument, który redaktor wykorzystał jako tło dla wyczynu wojennego Abrahama. Powiązanie relacji biblijnej z wiedzą dostarczoną przez źródła pozabiblijne jest jednak trudne.
Podjęto próby identyfikacji wymienionych w relacji biblijnej władców:
- Kedorlaomer. Jest to imię bez wątpienia elamickie[2]. Badania lingwistyczne wskazują, że pierwszy człon imienia (kudur lub kutir) jest charakterystyczny dla wielu imion elamickich, np. Kudur Nahhunte (Kutirnahhunte), natomiast człon Laomer jest zniekształconym imieniem bogini Lagamar. Istnieje hipoteza, że jest to typowe imię elamickie, znaczące „Sługa Lagamar”.
- Amrafel z Szinearu. Imię Amrafel nie występuje w żadnym pozabiblijnym źródle. Początkowo utożsamiano go, ze względu na fonetyczne podobieństwo imion, z Hammurabim królem Babilonii. Jednak odkrycia z Mari dowiodły, że imię to nosili inni władcy, np. królowie Kurdy czy Jamhadu. Również fonetyczne podobieństwo bywa podważane. Biblijna nazwa Szinear bywa odnoszona do terytorium Sumeru i Akadu, jak również i do całej Mezopotamii.
- Arioka (Arioch) z Ellasaru. Utożsamienie tego władcy z którymkolwiek znanym królem jest obecnie niemożliwe, choć dawniej identyfikowano go z synem Zimri-Lima Arriwuukiem. Kraj Ellasar identyfikowano dawniej z Larsą, obecnie utożsamia się go z wspominanym przez źródła hetyckie miastem Ilanzura.
- Tidal z Goim. Imię tego władcy zestawia się z imieniem Tudhaliya, noszonym przez kilku władców hetyckich i neo-hetyckiego króla Karkemisz. Słowo Goim oznacza „narody”.

Historia II tysiąclecia p.n.e. nie zna przypadku zawarcia tak dużej koalicji, co skłania biblistów do przekonania, że relacja biblijna jest wyolbrzymiona, nawet jeśli przyjąć, że sam Kedorlaomer nie brał udziału w interwencji, a jedynie skłonił do udziału w niej zaprzyjaźnionych (lub zależnych) władców. Możliwe też, że opis koalicji jest symboliczny, a autor nawiązuje do okresu, kiedy Bliski Wschód był politycznie dość zjednoczony (czasy Sargona czy Hammurabiego). Elam, którego władcą miał być Kedorlaomer, zaczął narzucać swą potęgę Sumerom w XX w. p.n.e. Większość biblistów skłonna jest datować wydarzenie na XIX/XVIII wiek p.n.e. Zdaniem Rolanda de Vaux celem wyprawy było przejęcie lub odzyskanie kontroli nad szlakiem handlowym prowadzącym z Syrii do Egiptu i Arabii.
Według Martina Notha opis ma charakter fikcyjny, a autor jedynie zaczerpnął z tradycji historyczne imiona władców.
Rdz 14,12-16
Na obecnym poziomie badań biblijnych nie da się powiedzieć, na ile relacja o zbrojnym wyczynie Abrahama powiązana jest z najazdem czterech władców na Zajordanie. Istnieją przesłanki by uważać potyczkę Abrahama raczej za dość typową utarczkę związaną z napływem fali Habiru. Nie brak biblistów kwestionujących historyczność całego opisu, choć R. de Vaux wskazuje na obecność w nim wyrażeń bardzo archaicznych. Michał Peter uważa, że w opisie nie brak starowschodniej przesady.

## Kedorlaomer u Józefa Flawiusza
Józef Flawiusz nie uznawał Kedorlaomera i innych członków koalicji za samodzielnych władców, ale za dowódców oddziałów armii asyryjskiej. Przyczyn klęski najeźdźców w Choba upatruje się po części w upojeniu alkoholowym, a częściowo w odwadze i zaciętości Abrama i jego sług.